# Mini

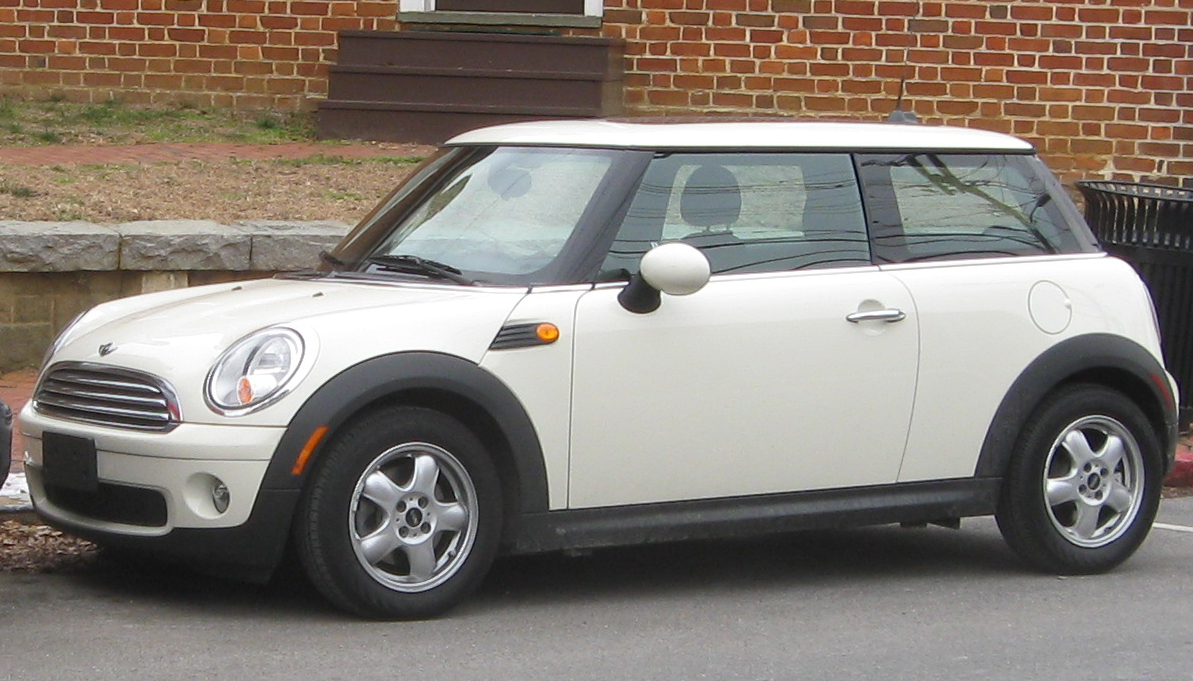
Mini Cooper II

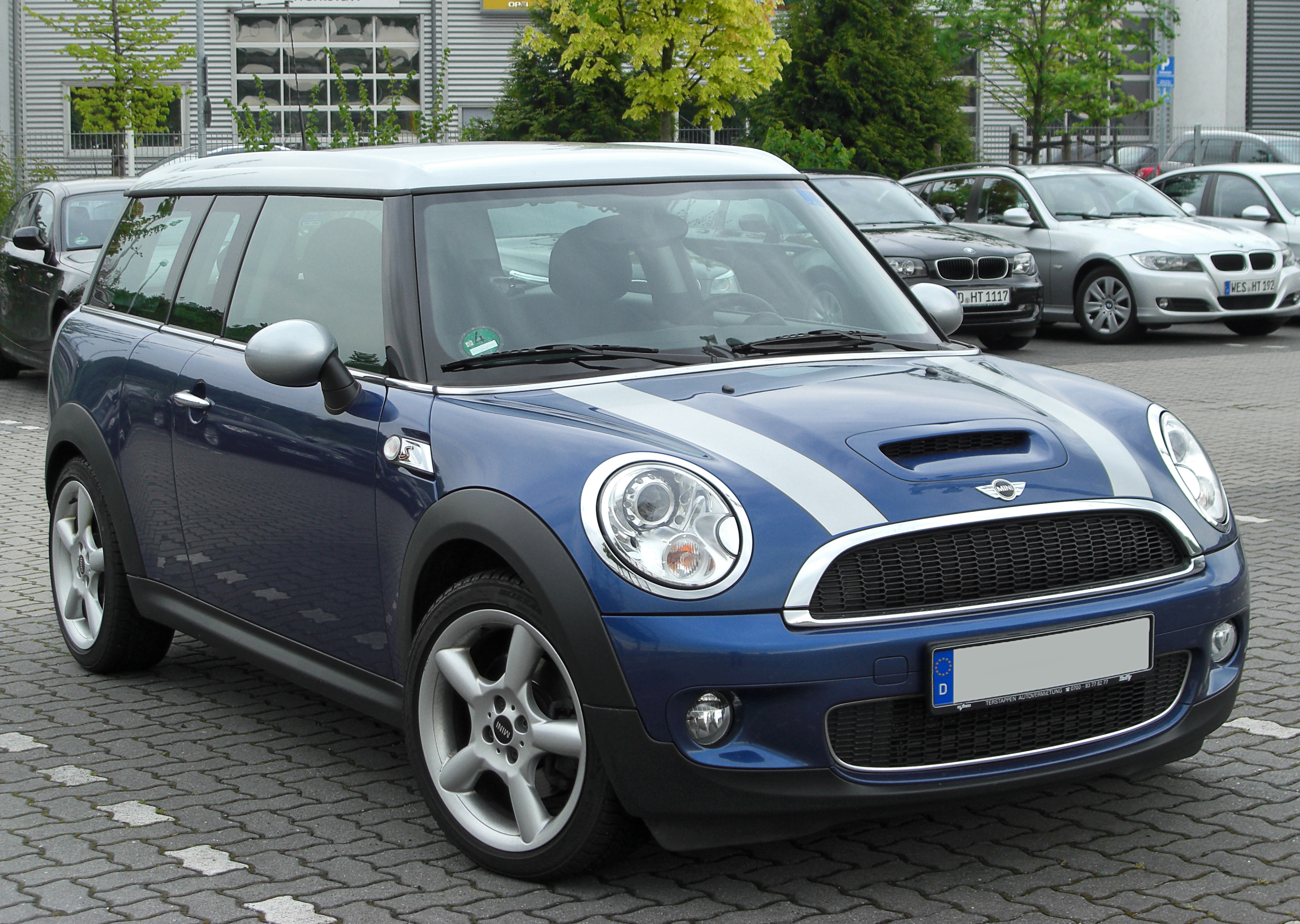
Mini Clubman I

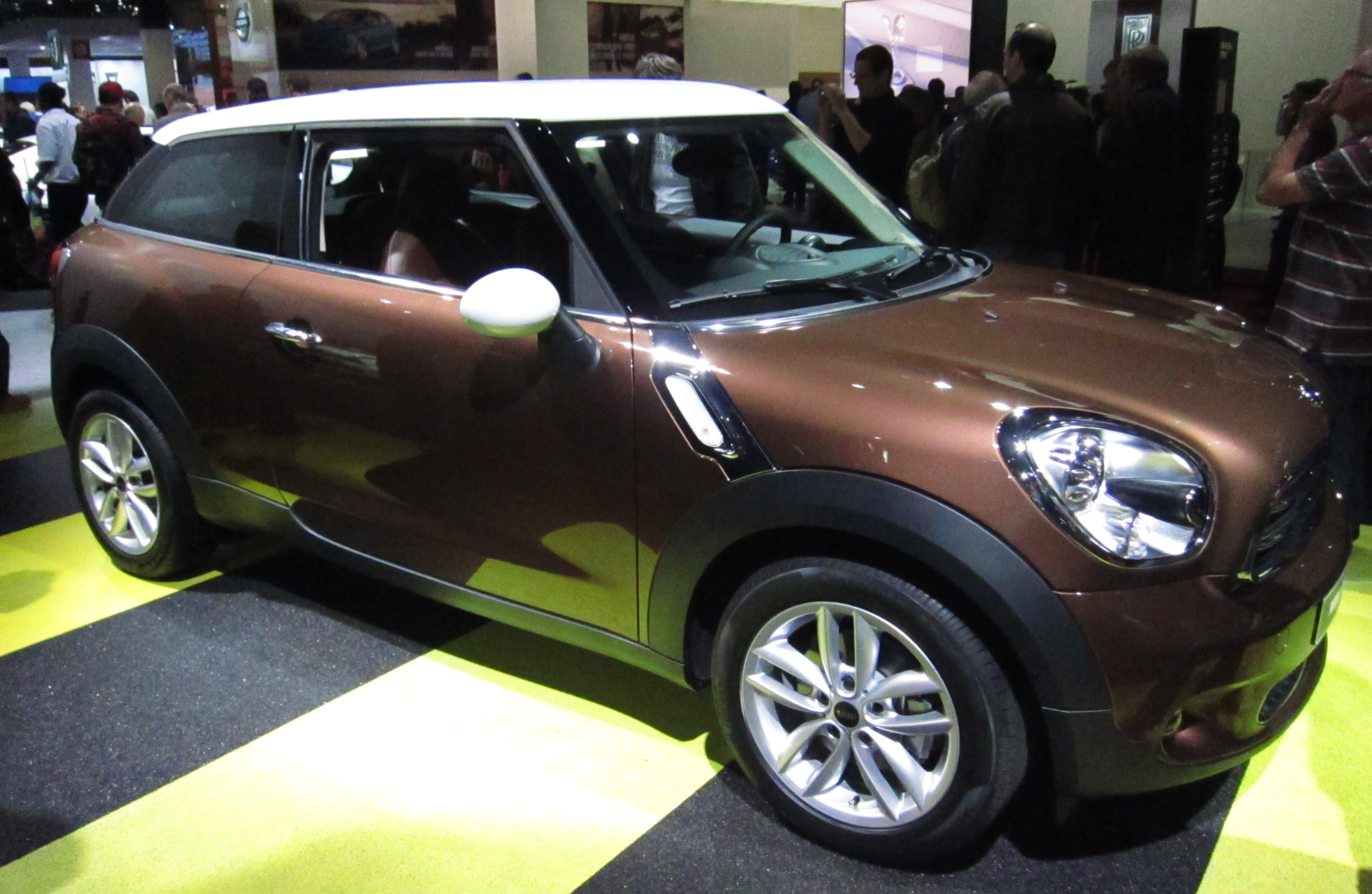
Mini Paceman

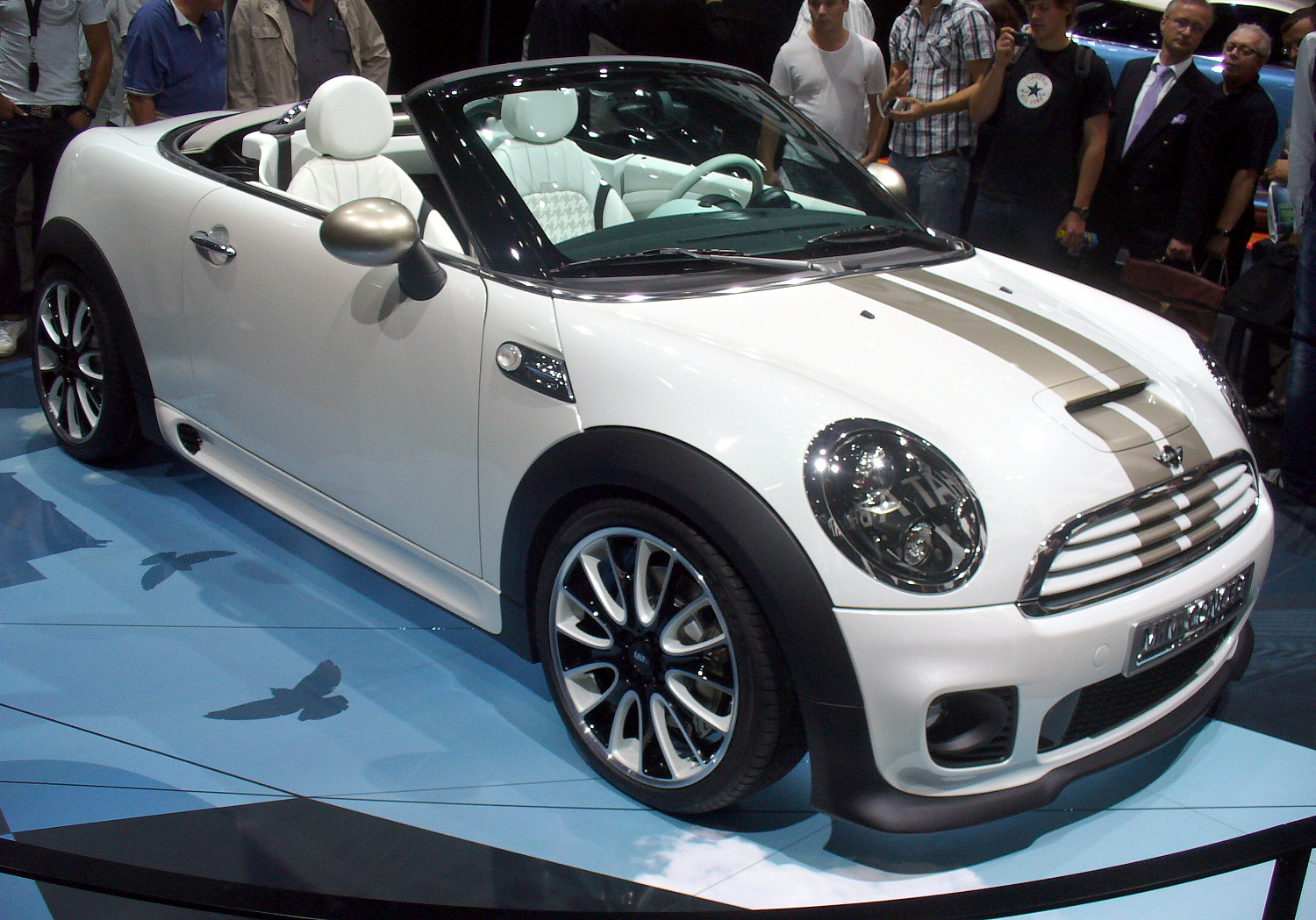
Mini Roadster

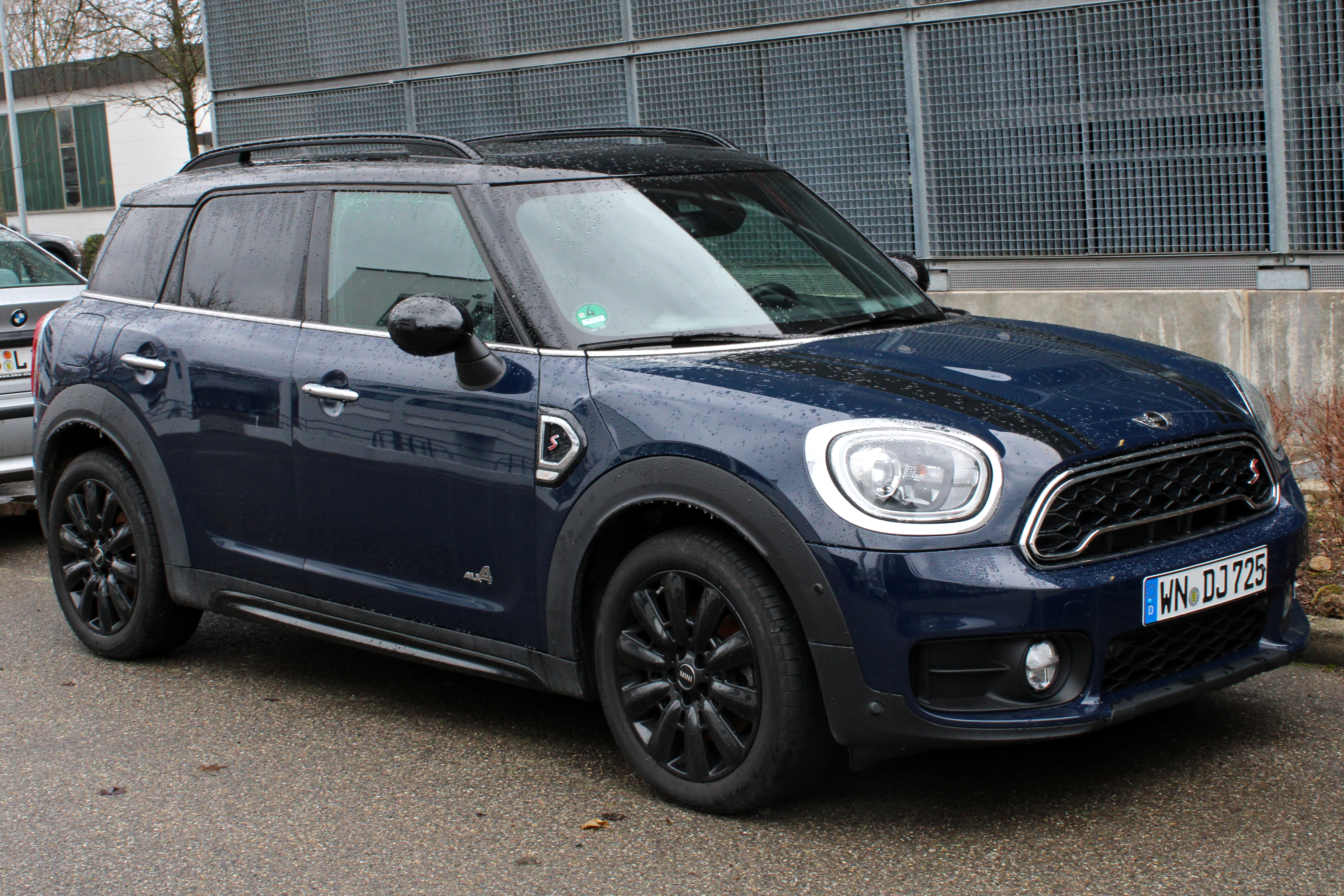
Mini Countryman II Cooper SD

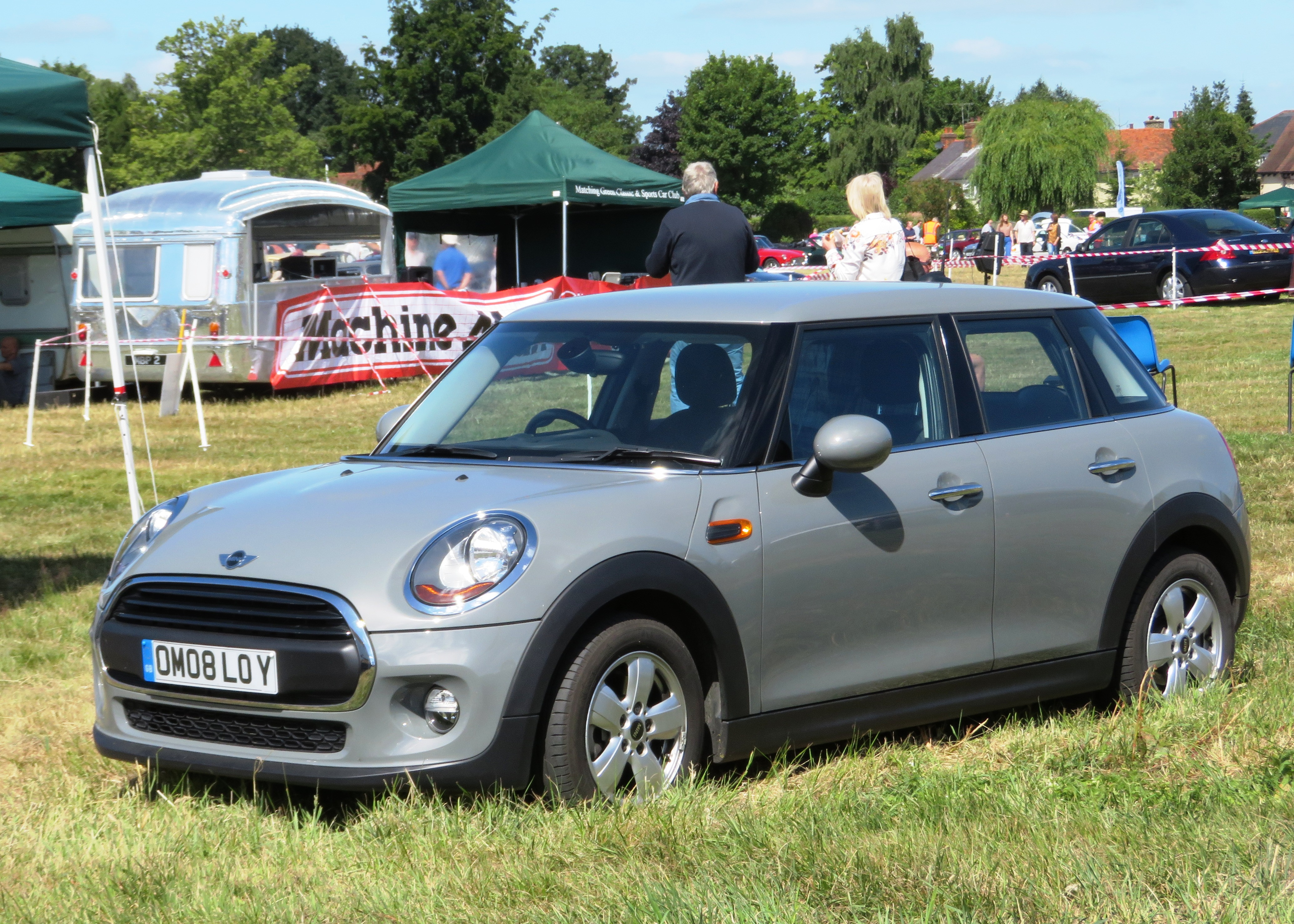
Mini Cooper III 5D

Mini – brytyjski producent samochodów osobowych, z siedzibą w Farnborough, działający od 2000 roku. Należy do niemieckiego koncernu BMW.

## Historia
Marka o nazwie Mini, obejmująca małe samochody osobowe, początkowo należała do koncernu British Motor Corporation. Jej auta sprzedawano pod nazwą Austin 7 lub Mini Morris. W 1994, w wyniku problemów finansowych, markę Mini przejęło BMW. Dopiero po sześciu latach zdecydowano się na wprowadzenie nowej wersji samochodu, która oparta była na zupełnie innych założeniach technologicznych.
Produkowany przez BMW od 2001 Mini nawiązuje do brytyjskiego modelu, sprzedawanego w latach 1959–2000, jest jednak większy i znacznie cięższy od swego poprzednika. Linia stylistyczna, zbliżona do tej zaprezentowanej w 1959, jest jednak znacząco wygładzona i uspokojona (także ze względów bezpieczeństwa). Mini produkowane przez BMW występowało z początku jako hatchback, dopiero w 2005 do oferty dołączył model Cabrio.
W 2006 zaprezentowano drugą generację modelu Mini. Silniki zaprojektowane zostały przez BMW przy współpracy z koncernem PSA. Zdecydowano się także na drobne zmiany w stylistyce zewnętrznej: lekko zmodyfikowano tył i przód oraz zastosowano wyższą pokrywę silnika. Wprowadzono wyraziste modyfikacje we wnętrzu auta. Druga generacja jest także nieco większa, dzięki czemu spełnia wymogi stawiane w testach zderzeniowych.
W 2007 zaprezentowano odmianę kombi (Mini Clubman), w 2010 do oferty wszedł SUV (Countryman), a w 2011 Mini Coupé.
Jesienią 2013 debiutowała trzecia generacja Mini. Samochód po raz kolejny urósł. Większa jest długość, szerokość i rozstaw osi, zwiększyła się pojemność bagażnika. Pojawiły się również nowe jednostki napędowe. Wszystkie, benzynowe i wysokoprężne, są doładowane, przy czym podstawowe mają tylko trzy cylindry.

## Modele samochodów

### Obecnie produkowane

#### Samochody osobowe
- Cooper
- Cabrio

#### Crossovery
- Countryman

#### Elektryczne
- Cooper E
- Aceman
- Countryman E

### Historyczne
- Coupé (2011–2015)
- Clubvan (2012–2014)
- Roadster (2012–2015)
- Paceman (2012–2016)
- Clubman (2007–2024)
- Cooper SE (2019–2024)

### Modele koncepcyjne
- Mini Spiritual (1997)
- Mini ACV 30 (1997)
- Mini Traveller Concept (2005)
- Mini BIOMOKE (2006)
- Mini Concept Geneva (2006)
- Mini Crossover Concept (2008)
- Mini Coupé Concept (2009)
- Mini Roadster Concept (2009)
- Mini Scooter E Concept (2010)
- Mini Beachcomber (2010)
- Mini Paceman (2011)
- Mini Rocketman (2011)
- Mini Clubvan (2012)